# Jablanica (Novi Pazar)
Jablanica (Servisch cyrillisch Јабланица) is een plaats in de Servische gemeente Novi Pazar. De plaats telt 27 inwoners (2002).